# Keibel. Pracownia złotnicza
Keibel (Kaibel), ros. Кейбель, ang. Keibel) – przedsiębiorstwo jubilersko-złotnicze czynna w Petersburgu w Rosji.
Johann Wilhelm Keibel (1788-1862) był złotnikiem i jubilerem czynnym w Petersburgu. Urodził się w roku 1788, zmarł w 1862. Pochodził z rodziny o tradycjach artystycznych. Jego ojciec Otto Samuel Keibel był znakomitym mistrzem jubilerskim pracującym w Petersburgu i przez wiele lat Dostawcą Dworu JCW. Zajmował bardzo wysoką pozycję w środowisku jubilerów czynnych w Petersburgu.
Potwierdzeniem tej pozycji jest fakt, że w roku 1826 Johann Keibel wykonał prace przy rosyjskiej koronie cesarskiej. W roku 1841 otrzymał tytuł Jubilera Dworu JCW. W latach 1836–1841 przedsiębiorstwa Keibla i Kammerera wytwarzały na zamówienie Gabinetu JCW ordery i odznaki.
Przedsiębiorstwo Keibla wykonało szereg prestiżowych zamówień dla dworu cesarskiego. W roku 1855 wykonał koronę pogrzebową cara Mikołaja I. Po dostarczeniu korony na dwór okazało się, że była za mała i zwrócono ją jubilerowi. Materiał i klejnoty miały być wtórnie użyte dla wytworzenia orderów i odznaczeń. W roku 1859 Johann Keibel został odznaczony orderem św. Stanisława trzeciej klasy. W tym samym roku uzyskał dziedziczne honorowe obywatelstwo.
Po śmierci Johanna Keibla pracownię przejął i prowadził Juliusz Keibel.
Juliusz Keibel (1825-1882) był jubilerem i złotnikiem, członkiem pierwszej gildii w Petersburgu. Urodził się w roku 1825. Zmarł w roku 1882.
W roku 1874 przedsiębiorstwo Juliusza Kiebla przedstawiło do oznakowania 6 pudów, 24 funty i 2 zołotniki wyrobów ze złota (w sumie 105 kg złota) oraz 39 funtów i 1 zołotnik wyrobów ze srebra.
Juliusz Keibel w roku 1880 jest notowany jako kupiec pierwszej gildii, dziedziczny obywatel i właściciel pięciu domów w Petersburgu.
Po śmierci Juliusza działalność gospodarczą objął jego syn Albrecht Konstantyn. Urodził się w roku 1855, a w roku 1881 zdał egzamin mistrzowski w Petersburgu. W roku 1900 był notowany jako kupiec drugiej gildii w Petersburgu. Podobnie jak ojciec i dziad pracował dla dworu JCW. Dostarczał dla dworu wyroby ze złota i srebra oraz dzieła jubilerskie.